# Pseudoprionus bienerti
Pseudoprionus bienerti là một loài bọ cánh cứng trong họ Cerambycidae.